# Yōhei Takeda
Yōhei Takeda (武田 洋平?, Takeda Yōhei; Osaka, 30 giugno 1987) è un calciatore giapponese, portiere del Nagoya Grampus.

## Palmarès

### Club

#### Competizioni nazionali
- Coppa J. League: 1

Nagoya Grampus: 2021